# Arrivée d'un train gare de Vincennes
Arrivée d'un train gare de Vincennes byl francouzský němý film z roku 1896. Režisérem byl Georges Méliès (1861–1938). Film je stejně jako snímek Arrivée d'un train gare de Joinville považován za ztracený. Oba byly svým způsobem remakem filmu L'Arrivée d'un train en gare de La Ciotat.

## Děj
Film zachycuje vlak, jak přijíždí do vlakového nádraží ve Vincennes.